# Hussards de la Légion germanique
Les Hussards de la Légion germanique est un corps de hussards constitué pendant la Révolution française et faisant partie de la Légion germanique.

## Création et différentes dénominations
- 4 septembre 1792 : Le corps est créé par l'Assemblée nationale.
- 26 juin 1793 : Il est réuni au 24e Régiment de Chasseurs à Cheval.
- 28 juillet 1793 : Il devient ensuite le 11e Régiment de Hussards.
- 24 septembre 1803 : Il forme finalement le 29e Régiment de Dragons.

## Uniforme
flamme du bonnet : rouge

collet : rouge

dolman : vert

parement : rouge

tresse : blanc

culotte : bleu

## Source
Les Hussards français, Tome 1, De l'Ancien Régime à l'Empire, Histoire & Collections